# Evrenseki
Evrenseki ist ein Mahalle der Gemeinde Manavgat in der südwesttürkischen Provinz Antalya. Der Ort liegt etwa zehn Kilometer nordwestlich vom Ortskern von Manavgat und 60 Kilometer östlich vom Siedlungskern von Antalya entfernt.

## Geografische Lage
Der eigentliche Ort Evrenseki liegt einige Kilometer im Landesinnern zwischen Side und Antalya. Zu der Ortschaft gehört eine etwa fünf Kilometer lange Strandpromenade am Mittelmeer, die in den letzten Jahren ausgebaut wurde. Seit 2012 verfügt der Ort über ein Heimatmuseum und Kulturhaus, in dem viele alte Exponate der Region zusammengetragen wurden. Szenen alter Lebensweisen verdeutlichen die geschichtliche Entwicklung. 
| Einwohner | Einwohner |
| --------- | --------- |
| 2022      | 3.423     |
| 2021      | 3.214     |
| 2020      | 3.158     |
| 2019      | 3.103     |
| 2018      | 2.943     |
| 2016      | 3.028     |
| 2013      | 2.652     |

Insgesamt beträgt die Bevölkerung 3.423, davon sind 1.861 männlich und 1.562 weiblich.

## Sport
Im Ort gibt es den Sportverein Manavgat Evrensekispor.